# Иконен, Вяйнё
Вяйнё Вильгельм Йоганнес Иконен (фин. Väinö Vilhelm Johannes Ikonen; 5 октября 1895 — 10 февраля 1954) — финский борец греко-римского стиля, призёр Олимпийских игр, чемпион мира.
Вяйнё Иконен родился в 1895 году в Туусниеми. В 1921 году стал чемпионом мира по греко-римской борьбе и занял второе место на чемпионате Финляндии. В 1922 году он выиграл чемпионат Финляндии, но на чемпионате мира стал лишь 4-м. В 1924 году он стал бронзовым призёром Олимпийских игр в Париже по правилам греко-римской борьбы, и чемпионом Финляндии по правилам вольной борьбы. 
В 1936 году Вяйнё Иконен был судьёй борцовских соревнований Олимпийских игр в Берлине.